# Jawnoskrzydłe
Jawnoskrzydłe (Exopterygota, syn. Hemimetabola) – wyróżniany dawniej takson owadów z podgromady uskrzydlonych.
Charakterystyczną cechą tych owadów jest zawiązywanie się u stadiów młodocianych skrzydeł w sterczących na zewnątrz ciała pochewkach skrzydłowych (stąd polska nazwa jawnoskrzydłe i naukowa Exopterygota), bez wykorzystania tarcz imaginalnych. Ponadto zasadniczo występuje u nich przeobrażenie niezupełne (hemimetaboliczne, stąd nazwa Hemimetabola), w którym to postacie młodociane (larwy, nimfy) nie odbiegają w sposób znaczący budową od postaci dorosłych. Cechy te mogą jednak ulegać rozmaitym modyfikacjom. Przede wszystkim u większości zaliczanych tu rzędów znaleźć można formy wtórnie całkowicie pozbawione skrzydeł i ich zawiązków. U pasożytniczych wszy i wszołów i samic czerwców przeobrażenie uległo uproszczeniu do formy hipomorfozy. Z kolei u samców czerwców, a także u mączlików i wciornastków pojawia się rozwój hipermorficzny ze stadiami spoczynkowymi, dla odróżnienia od skrytoskrzydłych zwanymi pseudoprzedpoczwarką i pseudopoczwarką.
Spośród rzędów współcześnie żyjących do jawnoskrzydłych zaliczano: jętki, ważki, widelnice, nogoprządki, glebiki, skorki, świerszczokaraczany, gladiatory, straszyki, prostoskrzydłe, karaczany, termity, modliszki, psotniki, Phthiraptera, wciornastki i pluskwiaki.
Taka klasyfikacja okazała się nienaturalna. Współcześnie jętki i ważki klasyfikuje się w infragromadzie staroskrzydłych, podczas gdy pozostałe owady uskrzydlone w infragromadzie nowoskrzydłych. W obrębie tych drugich wyróżnia się trzy grupy: Polyneoptera, Paraneoptera i skrytoskrzydłe (Endopterygota), przy czym te dwie ostatnie tworzą klad Eumetabola.